# Discografia degli Asking Alexandria
La discografia degli Asking Alexandria, gruppo musicale heavy metal britannico attivo dal 2008, è comprensiva di otto album in studio, uno di remix, tre EP e oltre venti singoli, oltre a due album video e oltre trenta video musicali.

## Album

### Album in studio
| Anno                                                                          | Titolo | Classifiche | Classifiche | Classifiche | Classifiche | Classifiche | Classifiche | Classifiche | Classifiche |
| Anno                                                                          | Titolo | UK          | AUS         | AUT         | BEL (Fl)    | CAN         | GER         | SWI         | USA         |
| ----------------------------------------------------------------------------- | --- | ----------- | ----------- | ----------- | ----------- | ----------- | ----------- | ----------- | ----------- |
| 2009                                                                          | Stand Up and Scream - Pubblicato: 15 settembre 2009 - Etichetta: Sumerian - Formati: CD, 2 LP, download digitale            | —           | —           | —           | —           | —           | —           | —           | 170         |
| 2011                                                                          | Reckless & Relentless - Pubblicato: 5 aprile 2011 - Etichetta: Sumerian - Formati: CD, 2 LP, download digitale              | 98          | 30          | —           | —           | —           | —           | —           | 9           |
| 2013                                                                          | From Death to Destiny - Pubblicato: 6 agosto 2013 - Etichetta: Sumerian - Formati: CD, 2 LP, download digitale              | 28          | 11          | 14          | 113         | 14          | 24          | —           | 5           |
| 2016                                                                          | The Black - Pubblicato: 25 marzo 2016 - Etichetta: Sumerian - Formati: CD, 2 LP, download digitale                          | 15          | 4           | 15          | 79          | 14          | 23          | 24          | 9           |
| 2017                                                                          | Asking Alexandria - Pubblicato: 15 dicembre 2017 - Etichetta: Sumerian - Formati: CD, 2 LP, download digitale               | 86          | 53          | —           | —           | 53          | 71          | 63          | 27          |
| 2020                                                                          | Like a House on Fire - Pubblicato: 15 maggio 2020 - Etichetta: Sumerian - Formati: CD, 2 LP, download digitale              | —           | —           | —           | —           | —           | —           | 65          | 80          |
| 2021                                                                          | See What's on the Inside - Pubblicato: 1º ottobre 2021 - Etichetta: Better Noise - Formati: CD, MC, 2 LP, download digitale | —           | —           | —           | —           | —           | 50          | 79          | —           |
| 2023                                                                          | Where Do We Go from Here? - Pubblicato: 25 agosto 2023 - Etichetta: Better Noise - Formati: CD, MC, 2 LP, download digitale | —           | —           | —           | —           | —           | 79          | —           | —           |
| "—" indica una pubblicazione non classificata o non pubblicata in quel Paese. | |             |             |             |             |             |             |             |             |

### Album di remix
| Anno | Titolo |
| ---- | --- |
| 2011 | Stepped Up and Scratched - Pubblicato: 21 novembre 2011 - Etichetta: Sumerian - Formati: CD, download digitale |

## Extended play
| Anno | Titolo |
| ---- | --- |
| 2010 | Life Gone Wild - Pubblicato: 21 dicembre 2010 - Etichetta: Sumerian - Formati: CD+DVD, download digitale                                     |
| 2012 | Under the Influence: A Tribute to the Legends of Hard Rock - Pubblicato: 28 novembre 2012 - Etichetta: Sumerian - Formati: download digitale |
| 2022 | Never Gonna Learn EP - Pubblicato: 21 gennaio 2022 - Etichetta: Better Noise - Formati: download digitale                                    |

## Singoli

### Come artisti principali
| Anno | Titolo                                                                                        | Classifiche | Classifiche | Classifiche | Certificazioni | Album di provenienza                                       |
| Anno | Titolo                                                                                        | UK Rock     | USA Main.   | USA Rock    | Certificazioni | Album di provenienza                                       |
| ---- | --------------------------------------------------------------------------------------------- | ----------- | ----------- | ----------- | -------------- | ---------------------------------------------------------- |
| 2009 | The Final Episode (Let's Change the Channel)                                                  | —           | —           | —           | - USA: Oro     | Stand Up and Scream                                        |
| 2010 | Right Now (Na Na Na)                                                                          | —           | —           | —           |                | Punk Goes Pop 3                                            |
| 2011 | Morte et dabo                                                                                 | 23          | —           | —           |                | Reckless & Relentless                                      |
| 2011 | Someone, Somewhere                                                                            | —           | —           | —           |                | Reckless & Relentless                                      |
| 2011 | Final Episode (Let's Change the Channel) (Borgore Remix)                                      | —           | —           | —           |                | Stepped Up and Scratched                                   |
| 2011 | A Lesson Never Learned (Celldweller Remix)                                                    | —           | —           | —           |                | Stepped Up and Scratched                                   |
| 2011 | Another Bottle Down (Tomba Remix)                                                             | —           | —           | —           |                | Stepped Up and Scratched                                   |
| 2012 | Run Free                                                                                      | —           | —           | —           |                | Under the Influence: A Tribute to the Legends of Hard Rock |
| 2013 | The Death of Me                                                                               | 13          | 23          | 46          |                | From Death to Destiny                                      |
| 2013 | Killing You                                                                                   | —           | —           | —           |                | From Death to Destiny                                      |
| 2014 | Break Down the Walls                                                                          | —           | 17          | —           |                | From Death to Destiny                                      |
| 2014 | Closer                                                                                        | —           | —           | —           |                | Punk Goes 90's 2                                           |
| 2014 | Moving On                                                                                     | —           | 6           | 44          | - USA: Oro     | From Death to Destiny                                      |
| 2015 | I Won't Give In                                                                               | —           | 16          | —           | - USA: Oro     | The Black                                                  |
| 2015 | Undivided                                                                                     | 27          | —           | —           |                | The Black                                                  |
| 2016 | Here I Am                                                                                     | —           | 11          | —           |                | The Black                                                  |
| 2017 | Into the Fire                                                                                 | 28          | 13          | 18          | - USA: Oro     | Asking Alexandria                                          |
| 2018 | Alone in a Room                                                                               | —           | 7           | 33          | - USA: Oro     | Asking Alexandria                                          |
| 2019 | Vultures                                                                                      | —           | 9           | —           |                | Asking Alexandria                                          |
| 2019 | The Violence                                                                                  | —           | —           | 46          |                | Like a House on Fire                                       |
| 2020 | They Don't Want What We Want (And They Don't Care)                                            | —           | 7           | —           |                | Like a House on Fire                                       |
| 2020 | Antisocialist                                                                                 | —           | 3           | 26          |                | Like a House on Fire                                       |
| 2021 | Alone Again                                                                                   | —           | 1           | —           |                | See What's on the Inside                                   |
| 2022 | Faded Out (feat. Within Temptation)                                                           | —           | 14          | —           |                | The Retaliators (Original Motion Picture Soundtrack)       |
| 2022 | The Retaliators Theme Song (21 Bullets) (con Mötley Crüe, Ice Nine Kills e From Ashes to New) | —           | 15          | —           |                | The Retaliators (Original Motion Picture Soundtrack)       |
| 2023 | Dark Void                                                                                     | —           | —           | —           |                | Where Do We Go from Here?                                  |
| 2023 | Psycho                                                                                        | —           | 1           | —           |                | Where Do We Go from Here?                                  |

### Come artisti ospiti
| Anno | Titolo                                                           | Album di provenienza |
| ---- | ---------------------------------------------------------------- | -------------------- |
| 2018 | Kneel Before Me (Slander & Crankdat featuring Asking Alexandria) | /                    |

## Altri brani entrati in classifica
| Anno | Titolo            | Classifiche | Classifiche | Album di provenienza     |
| Anno | Titolo            | USA Main.   | USA Rock    | Album di provenienza     |
| ---- | ----------------- | ----------- | ----------- | ------------------------ |
| 2016 | The Black         | —           | 43          | The Black                |
| 2017 | Where Did It Go?  | —           | 50          | Asking Alexandria        |
| 2021 | Never Gonna Learn | 6           | —           | See What's on the Inside |

## Videografia

### Album video
| Anno | Titolo |
| ---- | --- |
| 2012 | Through Sin + Self-Destruction - Pubblicato: 15 maggio 2012 - Etichetta: Sumerian - Formati: download digitale        |
| 2014 | Live from Brixton and Beyond - Pubblicato: 15 dicembre 2014 - Etichetta: Sumerian - Formati: 2 DVD, download digitale |

### Video musicali
| Anno | Titolo                                                                                        | Regista/i               |
| ---- | --------------------------------------------------------------------------------------------- | ----------------------- |
| 2009 | The Final Episode (Let's Change the Channel)                                                  | Robby Starbuck          |
| 2010 | A Prophecy                                                                                    | Robby Starbuck          |
| 2010 | If You Can't Ride Two Horses at Once... You Should Get Out of the Circus                      | Nicholas Scott Chiasson |
| 2011 | Closure                                                                                       | Thunder Down Country    |
| 2011 | Not the American Average                                                                      | Frankie Nasso           |
| 2011 | To the Stage                                                                                  | Frankie Nasso           |
| 2012 | Breathless                                                                                    | Frankie Nasso           |
| 2013 | The Death of Me (Rock Mix)                                                                    | Frankie Nasso           |
| 2013 | Run Free                                                                                      | Frankie Nasso           |
| 2013 | Killing You                                                                                   | Frankie Nasso           |
| 2014 | Moving On                                                                                     | Samuel Brownfield       |
| 2015 | I Won't Give In                                                                               | Steven Contreras        |
| 2016 | The Black                                                                                     | Ramon Boutviseth        |
| 2016 | Let It Sleep                                                                                  | Ramon Boutviseth        |
| 2016 | Here I Am                                                                                     | Steven Contreras        |
| 2017 | Into the Fire                                                                                 | Jensen Noen             |
| 2017 | Into the Fire (Acoustic Version)                                                              | Sanjay Parikh           |
| 2018 | Someone, Somewhere (Acoustic)                                                                 | Sanjay Parikh           |
| 2018 | Alone in a Room                                                                               | Steven Contreras        |
| 2018 | Alone in a Room (Acoustic)                                                                    | Bryson Roatch           |
| 2018 | Vultures                                                                                      | T.G. Hopkins            |
| 2019 | The Violence                                                                                  | Jensen Noen             |
| 2020 | Antisocialist                                                                                 | Frankie Nasso           |
| 2020 | House on Fire                                                                                 | Asking Alexandria       |
| 2021 | Alone Again                                                                                   | William "Wombat" Felch  |
| 2021 | Never Gonna Learn                                                                             | William "Wombat" Felch  |
| 2022 | Faded Out (feat. Within Temptation)                                                           | Michael Lombardi        |
| 2022 | The Retaliators Theme Song (21 Bullets) (con Mötley Crüe, Ice Nine Kills e From Ashes to New) | Riley Andrew Donahue    |
| 2022 | See What's on the Inside                                                                      | Wombat Fire             |
| 2023 | Dark Void                                                                                     | Wombat Fire             |
| 2023 | Psycho                                                                                        | Wombat Fire             |
| 2023 | Let Go                                                                                        | Wombat Fire             |